# Sophronus
Sophronus là một chi bọ cánh cứng.

## Loài (7)
- Sophronus binalis
- Sophronus doensis
- Sophronus ducalis
- Sophronus medialis
- Sophronus pygidialis
- Sophronus quaternalis
- Sophronus tibialis